# Mikel Astarloza Chaurreau
Mikel Astarloza Chaurreau (Pasaia, 17 de novembre de 1979) és un ciclista basc, professional del 2002 al 2013.
El 2009 va guanyar la 16a etapa del Tour de França, amb final a Bourg-Saint-Maurice i finalitzà 11è a la classificació general de la cursa. Pocs dies després de la cursa la Unió Ciclista Internacional anuncià que el 26 de juny havia estat objecte d'un control antidopatge fora de competició en què havia donat positiu per EPO. De resultes fou provisionalment suspès, fins que al setembre una segona anàlisi confirmà el positiu. Tot i defensar la seva innocència, el 15 de maig de 2010 fou sancionat per dos anys, alhora que se li retirà la victòria d'etapa i la tercera posició al Campionat d'Espanya en ruta.
És cosí del també ciclista Íñigo Chaurreau.

## Palmarès
- 2000
  - 1r a la Santikutz Klasika
- 2003
  - 1r al Tour Down Under

### Resultats al Tour de França
- 2003. 28è de la classificació general
- 2004. 62è de la classificació general
- 2005. 27è de la classificació general
- 2006. 36è de la classificació general
- 2007. 9è de la classificació general
- 2008. 16è de la classificació general
- 2009. Desqualificat per dopatge
- 2012. Abandona (6a etapa)
- 2013. 42è de la classificació general

### Resultats a la Volta a Espanya
- 2002. 77è de la classificació general
- 2004. Abandona (12a etapa)
- 2006. 56è de la classificació general
- 2008. 28è de la classificació general
- 2012. 48è de la classificació general